# Sidi Ali Mellal
Sidi Ali Mellal (en berbère : ⵙⵉⴷⵉ ⵄⵍⵉ ⵎⴻⵍⵍⴰⵍ ) est une commune de la wilaya de Tiaret en Algérie.

## Toponymie
Du Tamazight ⵎⵍⴻⵍ Amellal 'blanc'.